# Boggie (sangerinde)
 For alternative betydninger, se Boggie (flertydig). (Se også artikler, som begynder med Boggie)
Boglárka Csemer, også kendt under kunstnernavnet Boggie, (født 30. november 1986 i Budapest) er en ungarsk sangerinde, der repræsenterede Ungarn i Eurovision Song Contest 2015 med sangen "Wars For Nothing".
Boglárka Csemer har studeret musik siden trettenårsalderen, både klassisk og jazz, og i 2009 dannede hun jazzensemblet Cesmer Boglárka Quartet, som fra 2012 optrådte under Cesmers kunstnernavn Boggie. Hun albumdebuterede i 2013, og i 2014 opnåede hun en del opmærksomhed for musikvideoen "Nouveau Parfum", der er en kommentar til brugen af billedmanipulation indenfor popkulturen.
Boggie vandt den 28. februar 2015 A Dal, den ungarske forhåndsudvælgelse til Eurovision Song Contest 2015 i Wien med det afdæmpede nummer "Wars For Nothing".